# Oksamytna
Oksamytna  (ucraniano: Оксамитне) es una localidad del Raión de Bolhrad en el Óblast de Odesa de Ucrania. Según el censo de 2001, tiene una población de 941 habitantes.